# خوليو خينتو
خوليو خينتو (بالإسبانية: Julio Gento)‏ هو لاعب كرة قدم إسباني في مركز الوسط، ولد في 24 أبريل 1939 في جوارنيزو ‏ في إسبانيا، وتوفي بنفس المكان في 14 سبتمبر 2016. لعب مع ديبورتيفو لاكورونيا ونادي إلتشي.